# El Verdugo

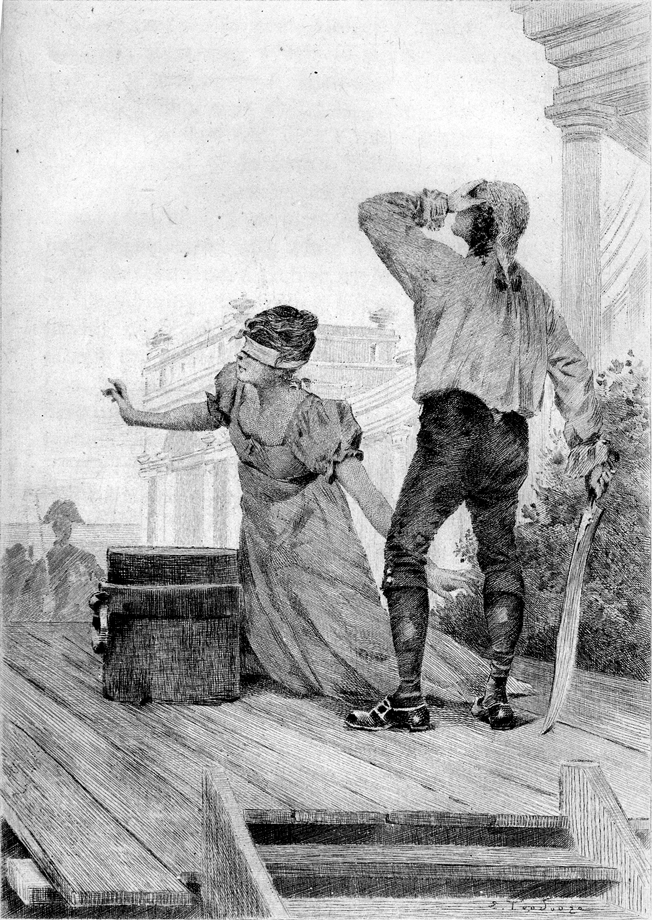

El Verdugo (hiszp. Kat) – opowiadanie Honoriusza Balzaka z cyklu Komedia ludzka, stanowiące część Studiów filozoficznych. Zostało pierwszy raz opublikowane w czasopiśmie La Mode w 1830. Jest to jedno ze starszych części Komedii ludzkiej i zarazem jeden z najsilniej zabarwionych romantyzmem dzieł Balzaka.

## Treść
Akcja opowiadania rozgrywa się w czasie wojen napoleońskich, podczas walk w Hiszpanii. Młody francuski komendant, Wiktor Marchand, otrzymuje zadanie utrzymywania porządku w hiszpańskiej wiosce Menda. Zakochuje się z wzajemnością w młodej arystokratce Klarze de Léganès, która ratuje mu życie w czasie buntu antyfrancuskiego współorganizowanego przez jej ojca. Powstanie zostaje okrutnie stłumione, a cała rodzina Léganès skazana na śmierć. Zrozpaczony Marchand uzyskuje jedynie możliwość uratowania życia najstarszego syna, Juanita, by stary ród mógł przetrwać. By jednak samemu nie zostać straconym, młodzieniec ma w czasie egzekucji swojej rodziny wystąpić w roli kata. Juanito zgadza się. W trakcie egzekucji Wiktor Marchand proponuje Klarze, tuż przed jej ścięciem, małżeństwo i tym samym uratowanie życia, dziewczyna jednak odmawia. Juanito nie jest jedynie w stanie zabić własnej matki, ta jednak, widząc jego wahanie, popełnia samobójstwo. Jedyny pozostały przy życiu de Léganès zakłada po latach własną rodzinę, by ród nie wygasł. Do końca życia znany jest pod nadanym mu tytułowym przydomkiem.